# Список призёров зимних Олимпийских игр 1956

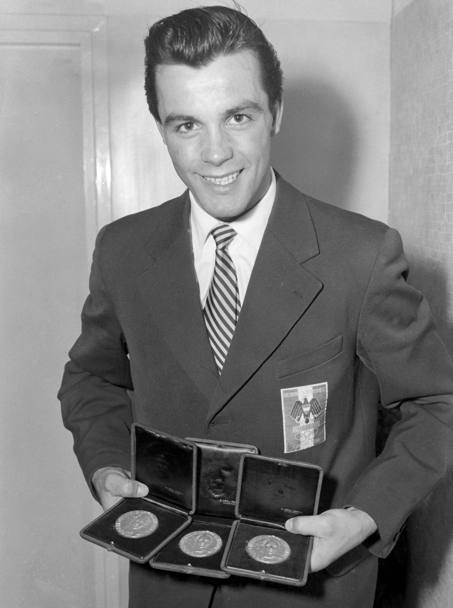
Австрийский горнолыжник Тони Зайлер с тремя золотыми наградами игр 1956 года

Ниже представлен список всех призёров зимних Олимпийских игр 1956 года, проходивших в итальянском городе Кортина-д’Ампеццо с 26 января по 5 февраля 1956 года. Всего в соревнованиях принял участие 821 спортсмен — 687 мужчин и 134 женщины, представлявшие 32 страны (национальных олимпийских комитета). Было разыграно 24 комплекта наград в 8 дисциплинах 4 олимпийских видов спорта — мужчины состязались в 17 видах программы игр, женщины — в 6, а в одном виде соревновались смешанные пары. В бобслее, лыжном двоеборье, прыжках с трамплина, конькобежном спорте и хоккее разыгрывали медали исключительно мужчины, а фигурное катание было единственным видом спорта на этой зимней Олимпиаде, где мужчины и женщины соревновались вместе в парах. По сравнению c играми 1952 года, в Осло олимпийская программа уменьшилась на одну дисциплину — мужскую лыжную гонку на 18 километров, и увеличилась на три новых — мужские лыжные гонки на 15 и 30 километров, а также женская лыжная эстафетная гонка 3 по 5 километров.
В преддверии игр, Олимпийский комитет СССР выступил с инициативой включения в олимпийскую программу соревнований по конькобежному спорту среди женщин, однако на 49-й сессии МОК в Афинах, которая прошла в 1954 году, эта инициатива принята не была. Соревнования по конькобежному спорту среди женщин будут включены в программу Олимпийских игр начиная с 1960 года.
Призёрами игр в Кортина-д’Ампеццо стали 131 спортсмен из 13 стран — при этом спортсменам девяти стран удалось завоевать как минимум одну золотую медаль. Первое место в медальном зачёте игр с 16 медалями, 7 из которых были золотые заняла сборная СССР, которая впервые принимала участие в зимних Олимпийских играх и состояла из 53 спортсменов. Второе место в медальном зачете заняла сборная Австрии с 11 наградами, на третьем месте расположилась сборная Финляндии с 7 медалями. Хозяева игр — спортсмены Италии выиграли три медали Олимпийских игр.

## 

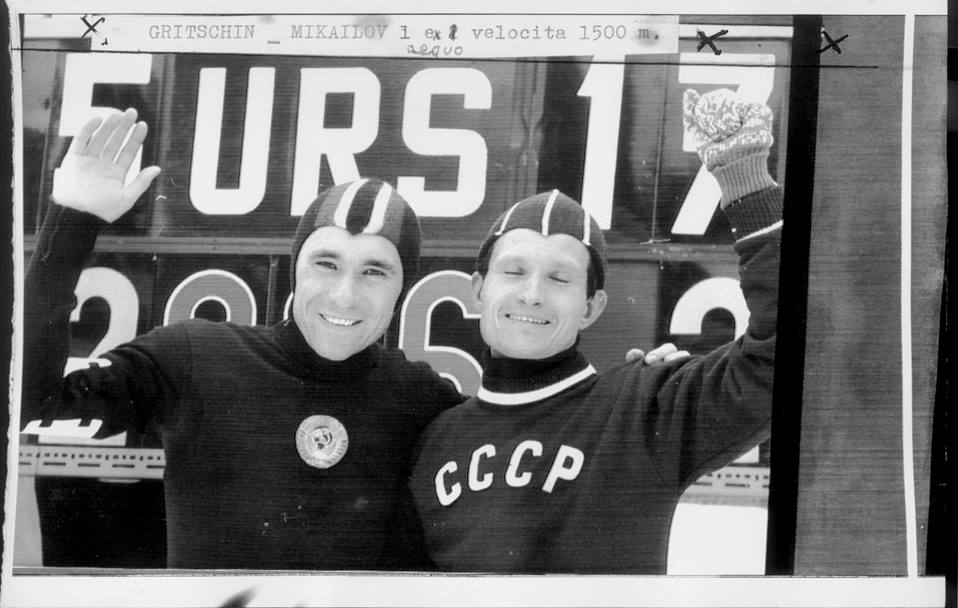
Советские конькобежцы Евгений Гришин и Юрий Михайлов, показавшие одинаковое время в забеге на 1500 метров и получившие по золотой награде

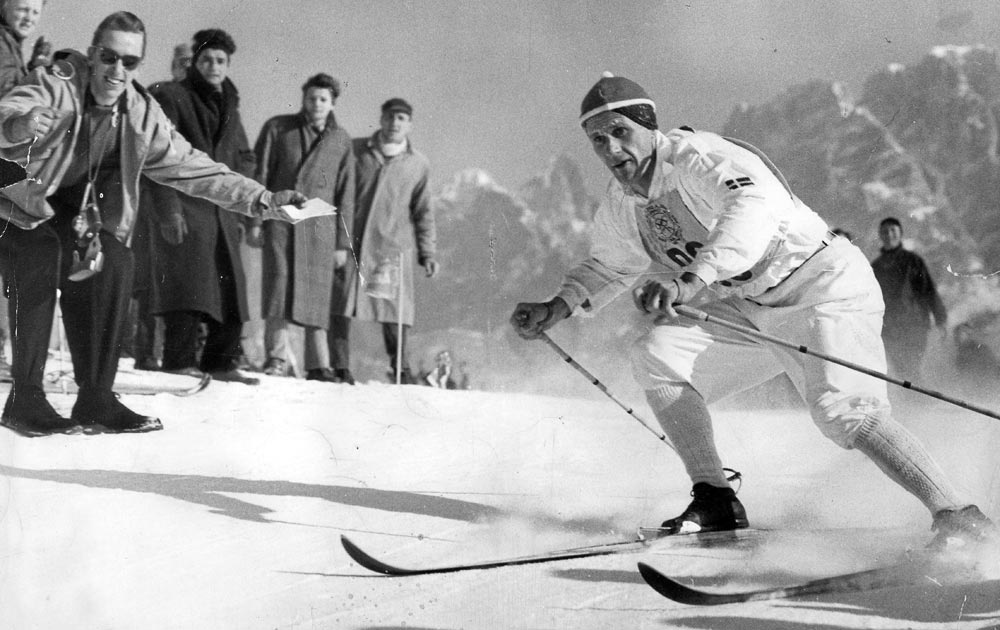
Шведский лыжник Сикстен Ернберг выигравший на играх 1 золотую, 2 серебряные и 1 бронзовую награды

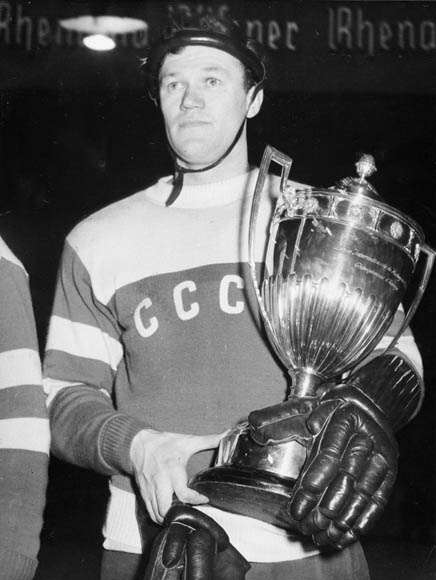
Всеволод Бобров с кубком победителя Олимпийского хоккейного турнира

## Бобслей
| Соревнование      | Золото                                                              | Серебро                                                                        | Бронза                                                          |
| ----------------- | ------------------------------------------------------------------- | ------------------------------------------------------------------------------ | --------------------------------------------------------------- |
| Мужчины: двойки   | Италия: - Ламберто далла Коста - Джакомо Конти                      | Италия: - Эудженио Монти - Ренцо Альвера                                       | Швейцария: - Макс Ангст - Гарри Уорбертон                       |
| Мужчины: четвёрки | Швейцария: - Франц Капус - Готфрид Динер - Робер Аль - Генрих Ангст | Италия: - Эудженио Монти - Ульрико Джирарди - Ренцо Альвера - Ренато Мочеллини | США: - Артур Тайлер - Уильям Додж - Чарльз Батлер - Джеймс Лэми |

## Горнолыжный спорт
| Соревнование               | Золото             | Серебро                 | Бронза                   |
| -------------------------- | ------------------ | ----------------------- | ------------------------ |
| Мужчины: скоростной спуск  | Тони Зайлер (AUT)  | Раймон Фелле (SUI)      | Андреас Мольтерер (AUT)  |
| Мужчины: слалом            | Тони Зайлер (AUT)  | Андреас Мольтерер (AUT) | Вальтер Шустер (AUT)     |
| Мужчины: гигантский слалом | Тони Зайлер (AUT)  | Тихару Игая (JPN)       | Стиг Солландер (SWE)     |
| Женщины: скоростной спуск  | Мадлен Берто (SUI) | Фрида Денцер (SUI)      | Люсиль Уилер (CAN)       |
| Женщины: слалом            | Осси Райхерт (EUA) | Путци Франдль (AUT)     | Доротея Хохляйтнер (AUT) |
| Женщины: гигантский слалом | Рене Колльяр (SUI) | Регина Шёпф (AUT)       | Евгения Сидорова (URS)   |

## Конькобежный спорт
| Соревнование          | Золото                                   | Серебро                | Бронза                |
| --------------------- | ---------------------------------------- | ---------------------- | --------------------- |
| Мужчины: 500 метров   | Евгений Гришин (URS)                     | Рафаэль Грач (URS)     | Эли Гьестванг (NOR)   |
| Мужчины: 1500 метров  | Евгений Гришин (URS) Юрий Михайлов (URS) | не вручалась           | Тойво Салонен (FIN)   |
| Мужчины: 5000 метров  | Борис Шилков (URS)                       | Сигвард Эрикссон (SWE) | Олег Гончаренко (URS) |
| Мужчины: 10000 метров | Сигвард Эрикссон (SWE)                   | Кнут Йоханнесен (NOR)  | Олег Гончаренко (URS) |

## Лыжные гонки
| Соревнование           | Золото                                                                   | Серебро                                                                          | Бронза                                                                              |
| ---------------------- | ------------------------------------------------------------------------ | -------------------------------------------------------------------------------- | ----------------------------------------------------------------------------------- |
| Мужская гонка на 15 км | Хальгейр Бренден (NOR)                                                   | Сикстен Ернберг (SWE)                                                            | Павел Колчин (URS)                                                                  |
| Мужская гонка на 30 км | Вейкко Хакулинен (FIN)                                                   | Сикстен Ернберг (SWE)                                                            | Павел Колчин (URS)                                                                  |
| Мужская гонка на 50 км | Сикстен Ернберг (SWE)                                                    | Вейкко Хакулинен (FIN)                                                           | Фёдор Терентьев (URS)                                                               |
| Мужская эстафета       | СССР: - Фёдор Терентьев - Павел Колчин - Николай Аникин - Владимир Кузин | Финляндия: - Аугуст Киуру - Йорма Кортелайнен - Арво Вийтанен - Вейкко Хакулинен | Швеция: - Леннарт Ларссон - Гуннар Самуэльссон - Пер-Эрик Ларссон - Сикстен Ернберг |
| Женская гонка на 10 км | Любовь Козырева (URS)                                                    | Радья Ерошина (URS)                                                              | Соня Эдстрём (SWE)                                                                  |
| Женская эстафета       | Финляндия: - Сиркка Полкунен - Мирья Хиетамиес - Сийри Рантанен          | СССР: - Любовь Козырева - Алевтина Колчина - Радья Ерошина                       | Швеция: - Ирма Йоханссон - Анна-Лиса Эрикссон - Соня Эдстрём                        |

## Лыжное двоеборье
| Соревнование     | Золото                 | Серебро              | Бронза                          |
| ---------------- | ---------------------- | -------------------- | ------------------------------- |
| Лыжное двоеборье | Сверре Стенерсен (NOR) | Бенгт Эрикссон (SWE) | Францишек Гонсеница-Гронь (POL) |

## Прыжки на лыжах с трамплина
| Соревнование              | Золото                | Серебро                | Бронза           |
| ------------------------- | --------------------- | ---------------------- | ---------------- |
| Мужчины: большой трамплин | Антти Хювяринен (FIN) | Аулис Каллакорпи (FIN) | Харри Глас (EUA) |

## Фигурное катание
| Соревнование               | Золото                                  | Серебро                               | Бронза                               |
| -------------------------- | --------------------------------------- | ------------------------------------- | ------------------------------------ |
| Мужчины: одиночное катание | Хейз Алан Дженкинс (USA)                | Рональд Робертсон (USA)               | Дэвид Дженкинс (USA)                 |
| Женщины: одиночное катание | Тенли Олбрайт (USA)                     | Кэрол Хейсс (USA)                     | Ингрид Вендль (AUT)                  |
| Парное катание             | Австрия - Элизабет Шварц - Курт Оппельт | Канада - Франсис Дефо - Норрис Боуден | Венгрия - Марианна Надь - Ласло Надь |

## Хоккей
| Соревнование | Золото | Серебро | Бронза |
| ------------ | --- | --- | --- |
| Мужчины      | СССР - Николай Пучков - Григорий Мкртычан - Иван Трегубов - Николай Сологубов - Генрих Сидоренков - Дмитрий Уколов - Альфред Кучевский - Всеволод Бобров - Алексей Гурышев - Виктор Шувалов - Валентин Кузин - Александр Уваров - Юрий Крылов - Евгений Бабич - Юрий Пантюхов - Николай Хлыстов - Виктор Никифоров | США - Дон Ригазио - Уиллард Айкола - Ричард Дохерти - Ричард Мередит - Эдвард Сэмпсон - Дэниел Маккиннон - Ричард Роденхайзер - Джон Мейасич - Уэлдон Олсон - Уильям Клири - Кеннет Пёрпер - Джон Мэтчефтс - Юджин Кэмпбелл - Уэнделл Андерсон - Джон Петроски - Гордон Кристиан - Велингтон Бёртнетт | Канада - Дени Бродёр - Кит Вудолл - Джон Маккензи - Артур Хёрст - Ховард Ли - Флойд Мартин - Жерар Тереберг - Джеймс Логэн - Пол Нокс - Джордж Скоулз - Дональд Роуп - Кен Лофмэн - Роберт Уайт - Чарльз Брукер - Бёрл Клинк - Билл Колвин - Элфред Хорн |

## Лидеры по медалям
Ниже в таблице представлены спортсмены, завоевавшие более одной награды на Олимпийских играх 1956 года.

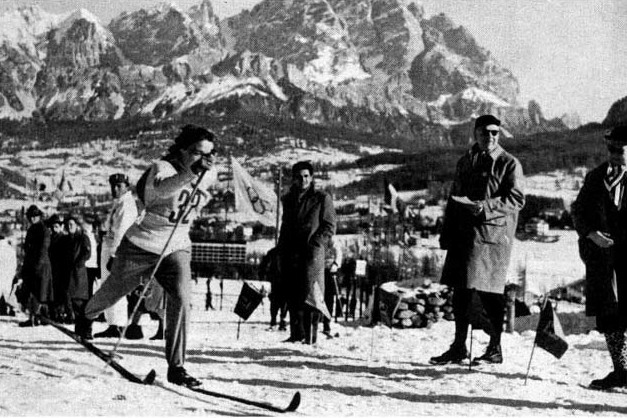
Советская лыжница Любовь Козырева выигравшая на играх 1 золотую и 1 серебряную награды

| Спортсмен         | Страна    | Дисциплина         | Золото | Серебро | Бронза | Всего |
| ----------------- | --------- | ------------------ | ------ | ------- | ------ | ----- |
| Сикстен Ернберг   | Швеция    | Лыжные гонки       | 1      | 2       | 1      | 4     |
| Тони Зайлер       | Австрия   | Горнолыжный спорт  | 3      | 0       | 0      | 3     |
| Вейкко Хакулинен  | Финляндия | Лыжные гонки       | 1      | 2       | 0      | 3     |
| Павел Колчин      | СССР      | Лыжные гонки       | 1      | 0       | 2      | 3     |
| Евгений Гришин    | СССР      | Конькобежный спорт | 2      | 0       | 0      | 2     |
| Любовь Козырева   | СССР      | Лыжные гонки       | 1      | 1       | 0      | 2     |
| Сигвард Эрикссон  | Швеция    | Конькобежный спорт | 1      | 1       | 0      | 2     |
| Фёдор Терентьев   | СССР      | Лыжные гонки       | 1      | 0       | 1      | 2     |
| Ренцо Альвера     | Италия    | Бобслей            | 0      | 2       | 0      | 2     |
| Эудженио Монти    | Италия    | Бобслей            | 0      | 2       | 0      | 2     |
| Радья Ерошина     | СССР      | Лыжные гонки       | 0      | 2       | 0      | 2     |
| Андреас Мольтерер | Австрия   | Горнолыжный спорт  | 0      | 1       | 1      | 2     |
| Соня Эдстрём      | Швеция    | Лыжные гонки       | 0      | 0       | 2      | 2     |
| Олег Гончаренко   | СССР      | Конькобежный спорт | 0      | 0       | 2      | 2     |